# Henry Mjönes
Karl Aron Henry Mjönes, född 21 augusti 1910 i Annedals församling, Göteborg, död 11 december 2004 i Adolf Fredriks församling, Stockholm, var en svensk psykiater. 
Mjönes blev medicine licentiat 1938, medicine doktor 1949, innehade olika läkarförordnanden 1938–41, var underläkare vid psykiatriska kliniken på Sahlgrenska sjukhuset 1941–44, Lillhagens sjukhus 1944–46, förste underläkare vid psykiatriska kliniken på Karolinska sjukhuset 1946–51, docent i psykiatri vid Karolinska institutet 1949–51 och 1956–75, länspsykiater i Kristianstads län 1951–56, överinspektör för sinnessjukvården i riket 1956–59 samt överläkare på Beckomberga sjukhus 1959–75.

## Utmärkelser
- Riddare av Nordstjärneorden, 6 juni 1970.[2]

## Fotnoter
1. ↑  Sveriges Dödbok 1901–2009, DVD-ROM, Version 5.00, Sveriges Släktforskarförbund (2010).
2. ↑  Kungl. Hovstaterna: Kungl. Maj:ts Ordens arkiv, Matriklar (D 1), vol. 14 (1970–1979), p. 287, digital avbildning.